# Горній Земон
Горній Земон (словен. Gornji Zemon) — поселення в общині Ілірська Бистриця, Регіон Нотрансько-крашка, Словенія. Висота над рівнем моря: 485,9 м.